# داني أييلو
داني أييلو (بالإنجليزية: Danny Aiello) مواليد 20 يونيو 1933 في نيويورك، الولايات المتحدة، هو ممثل أمريكي بدأ مسيرته الفنية عام 1973.

## الأعمال

### أفلام
- حدث ذات مرة في أمريكا

## وصلات خارجية
- داني أييلو على موقع IMDb (الإنجليزية)
- داني أييلو على موقع روتن توميتوز (الإنجليزية)
- داني أييلو على موقع ألو سيني (الفرنسية)
- داني أييلو على موقع ميوزك برينز (الإنجليزية)
- داني أييلو على موقع أول موفي (الإنجليزية)
- داني أييلو على موقع قاعدة بيانات برودواي على الإنترنت (الإنجليزية)
- داني أييلو على موقع قاعدة بيانات الأفلام السويدية (السويدية)
- داني أييلو على موقع إن إن دي بي (الإنجليزية)
- داني أييلو على موقع ديسكوغز (الإنجليزية)
- داني أييلو على موقع قاعدة بيانات الفيلم (الإنجليزية)
- الموقع الإلكتروني